# 병암동
병암동(屛岩洞)은 대한민국 경상남도 창원시 진해구의 행정동이다.

## 개요
병암동이란 이름은 동의 북쪽에 있었던 자연 마을 이름으로 병풍 같은 바위가 뒷산에 있고 그 아래에 마을이 생겨서 이름한 것이라 전한다. 병암동의 북쪽은 장복산 줄기를 뒤로 하여 동쪽에 석동과 이동에 이어지고 남쪽은 바다에 이른다. 1996년 7월 1일 행정구역 개편 시 경화3가동을 병암동으로 개칭하였다.
병암동은 5일장인 경화시장과 홈플러스가 들어선 상업 중심 지역이며, 진해남중학교, 진해중앙고등학교, 세화여자고등학교 등 교육중심지역이기도 하다. 다세대 주택 중심의 거주형태로, 농업, 공업, 상업 등의 다양한 직업의 주민을 가진다.

## 법정동
- 경화동
- 석동
- 이동

## 교육
- 진해남중학교
- 진해중앙고등학교
- 세화여자고등학교
- 경남대학교 진해분원